# Babacar Kanté
Babacar Kanté, né le 20 juin 1950 à Diourbel, est un universitaire, haut cadre et constitutionnaliste sénégalais. Il est vice-président du Conseil constitutionnel du Sénégal de 2008 à 2012. 

## Biographie

### Origines et Formations
Babacar Kanté nait le 26 juin 1950 à Diourbel au Sénégal. En 1971, il décroche son Baccalauréat en série littéraire et poursuit ses études en droit public où il s'en sort docteur.

### Parcours professionnel
En 1977, il commence sa carrière universitaire en tant qu'assistant de droit public aux Universités de Dakar et d’Orléans en France. En 1985, Il devient agrégé de droit public et de sciences politiques avant d'être directeur de l’Unité de formation et de recherche (UFR) de Sciences juridiques et politiques (doyen de faculté de droit) de l'Université Gaston Berger de Saint-Louis de 1990 à 2000.  Entre 1998 et 1999, il est membre de l’Observatoire national des élections (ONEL) au Sénégal.
Il occupe la fonction de vice-président du Conseil constitutionnel du Sénégal de 2002 à 2008. Il préside, à partir de 2013, le Conseil scientifique de la Revue Africaine du Droit Public. Chercheur associé de l’Université de Duisburg-Essen (Allemagne), professeur de droit public, co-titulaire de la chaire Institut d’études avancées d’Aix-Marseille, il publie Droit et coronavirus en 2020.
Le 29 janvier 2021, il est nommé président de la Commission politique du dialogue national par le président Macky Sall,.

## Distinctions
- Chevalier de l’Ordre du mérite du Sénégal;
- Chevalier de l’Ordre international des Palmes académiques du CAMES.

## Publications
- Septembre 2020 : ouvrage nommé Droit et coronavirus publié par Imera[6]
- Juin 2020: article intitulé Le droit constitutionnel devrait évoluer vers une science ayant pour but de pacifier les sociétés africaines[7]